# بول ديبل
بول ديبل (بالإنجليزية: Paul Dibble)‏ هو نحات نيوزيلندي، ولد في 1943 في ثمز ‏ في نيوزيلندا.

## معرض صور

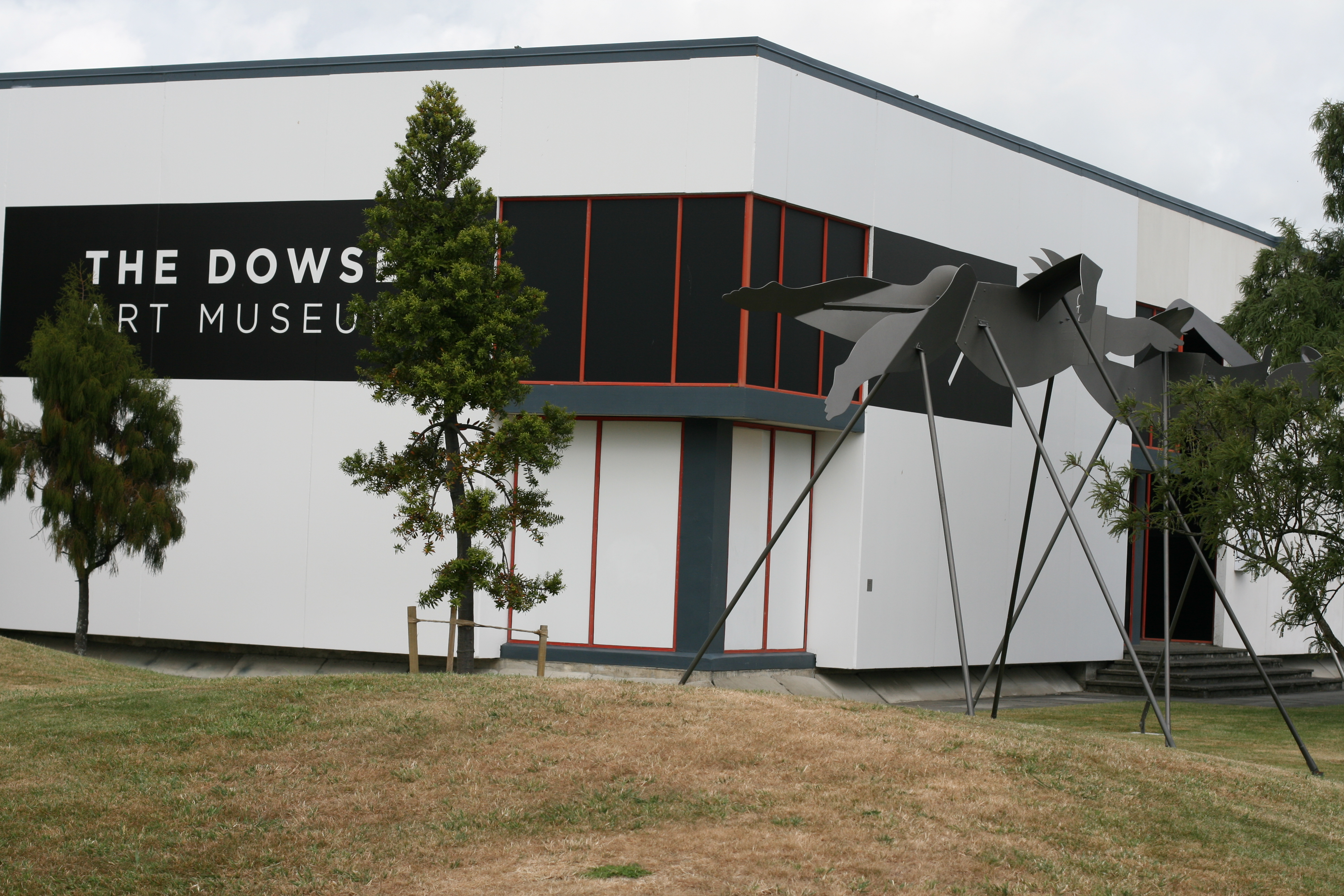
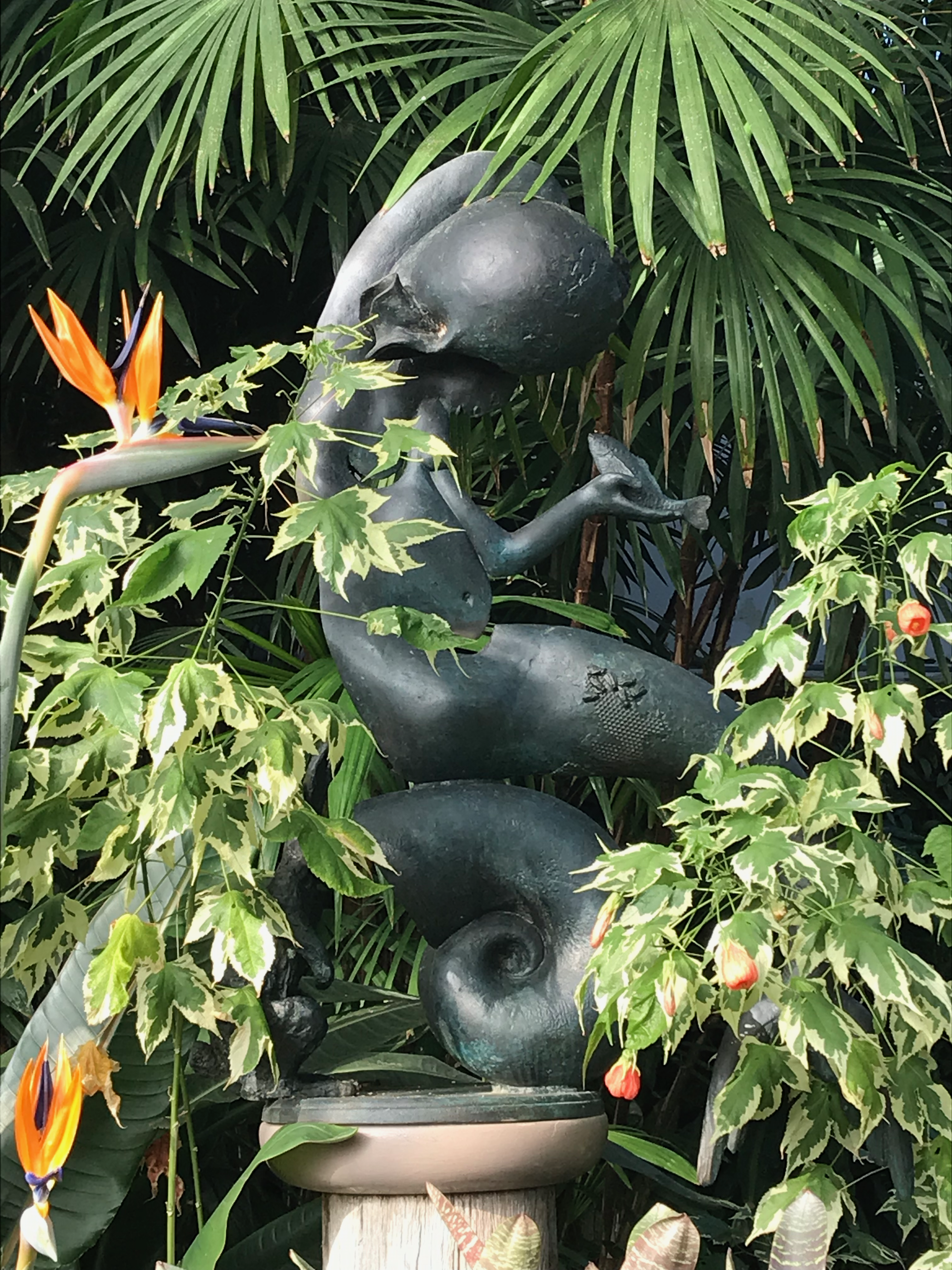
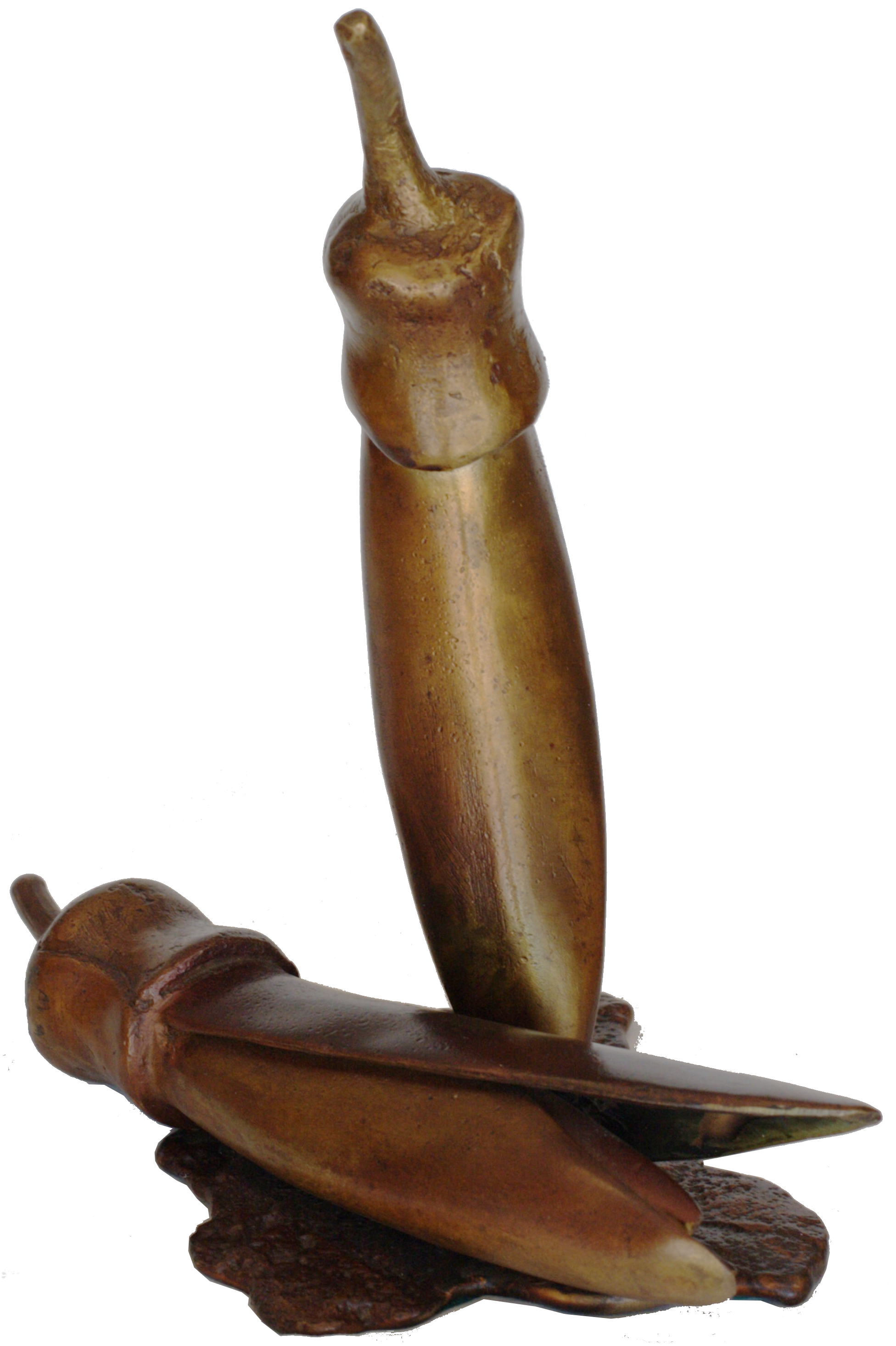
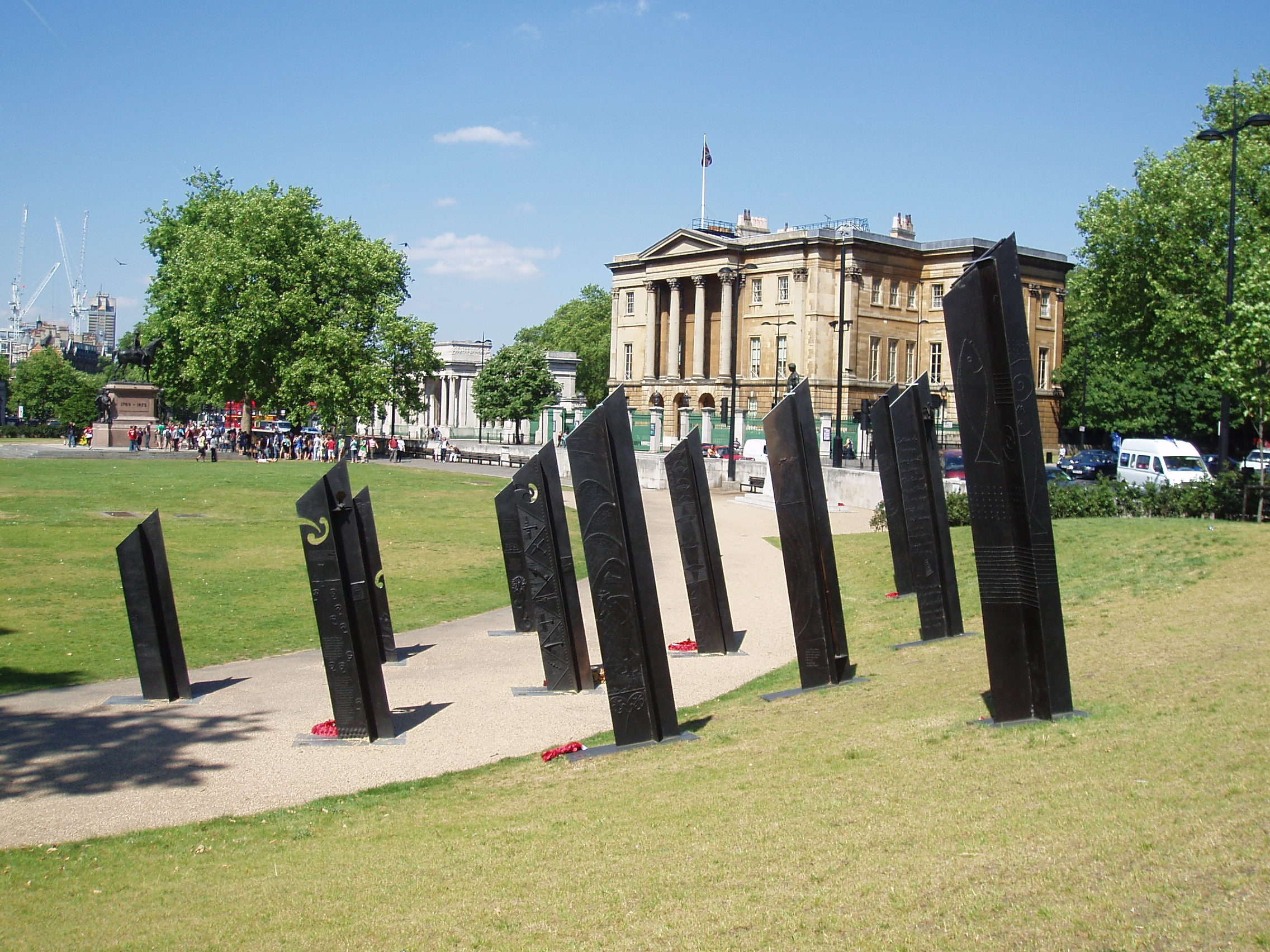